# Lockheed P-38 Lightning
Lockheed P-38 Lightning byl jednomístný dvoumotorový stíhací a stíhací-bombardovací letoun, který byl považován za jeden z nejlepších spojeneckých bojových strojů během 2. světové války. Byl nasazován v bojích na evropském i tichomořském válčišti. Díky článku v časopise Life z 16.8.1943 získal přezdívku dvouocasý ďábel.

## Popis

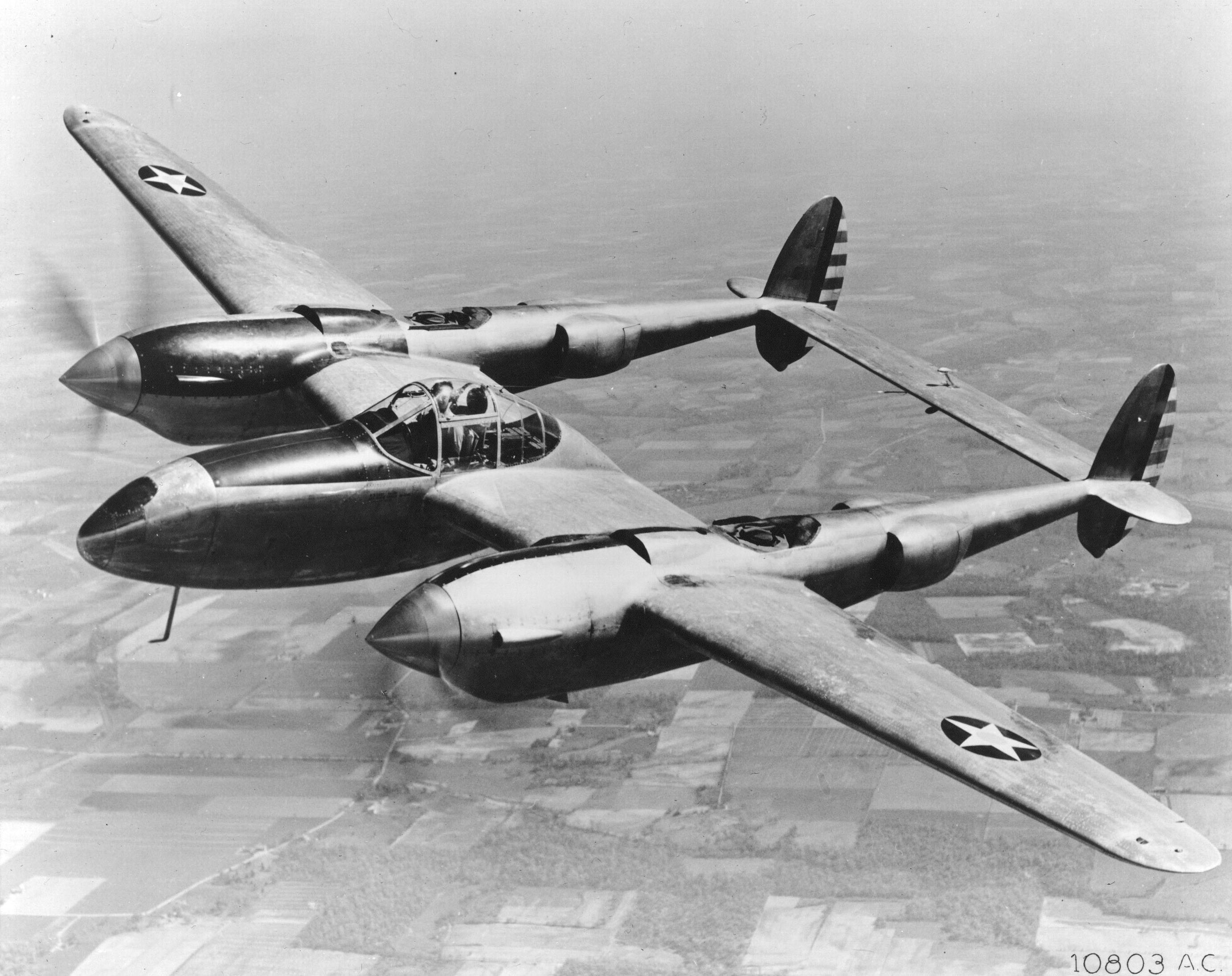
YP-38

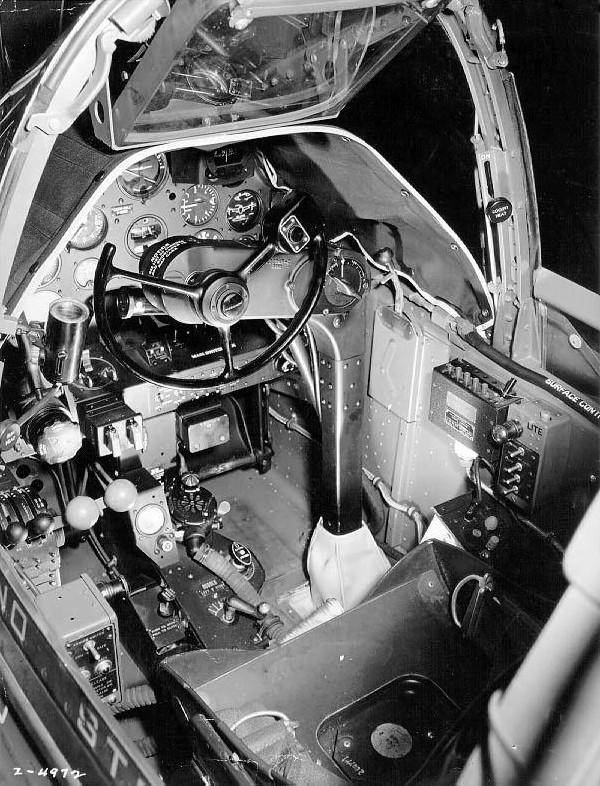
Kokpit letounu P-38G

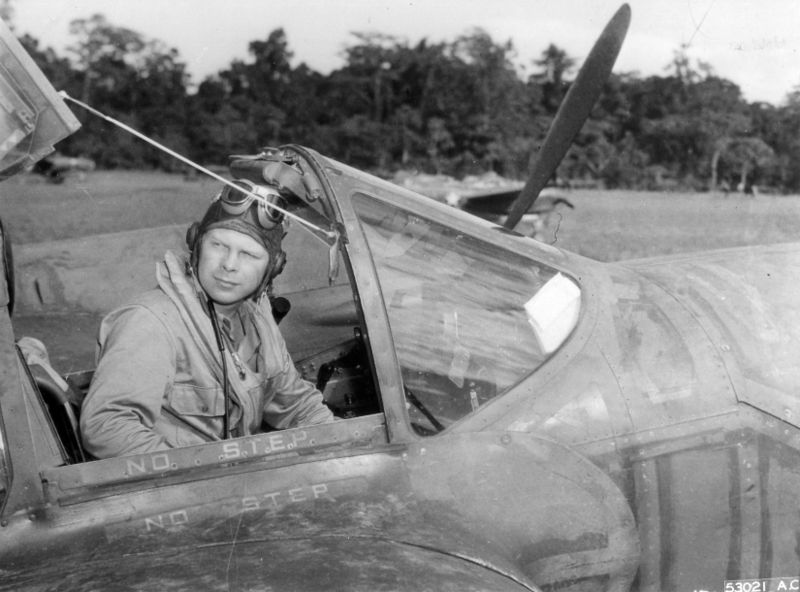
Major Richard Bong ve svém P-38.

Letoun byl na svou dobu neobvyklé konstrukce. Trup tvořily dvě motorové gondoly a jedna centrální. V motorových gondolách byly umístěny kapalinou chlazené motory Allison V-1710 s třílistými vrtulemi otáčející se ke koncům křídel. Za motory se nacházela turbodmychadla a chlazení a konec tvořily ocasní plochy a spojení gondol tvořila výškovka. V centrální gondole se nacházela pilotní kabina, rádiovybavení a výzbroj v podobě jednoho kanónu ráže 20 mm a čtyř kulometů ráže 12,7 mm. Letoun byl rychlý, stabilní a velmi mnohostranný. V obratnosti se nemohl rovnat s jednomotorovými stíhacími letouny Messerschmitt Bf 109 a Focke-Wulf Fw 190, na svou velikost však byl i tento stroj velmi snadno ovladatelný a efektivní – alespoň se schopnými piloty. To platilo zejména v jihozápadním Pacifiku, kde s těmito stroji létali nejúspěšnější američtí piloti, majoři Richard Ira Bong (40 vítězství ve vzdušných soubojích) a Thomas McGuire (38 vítězství).
Ještě v roce 1944, kdy oblohu již ovládaly Mustangy, prokázaly ankety mezi budoucími americkými piloty, že stroje, které spojují se svou příští kariérou, jsou stále ještě Lockheed P-38 Lightning. Konstrukce P-38 pocházela již z roku 1937, avšak byla robustní a mnohostranná. Svým aerodynamickým provedením, nízkým odporem vzduchu a vysokou hmotností byl P-38 při stoupání rychlejší, než jakýkoliv dosavadní vojenský letoun. Tento stroj byl používán jako výkonný stíhací bombardovací letoun, dále jako letoun pro stíhací akce v noci, průzkumné lety, ambulantní nasazení a stroj pro vlečení cílů. Letouny P-38, které byly vyráběny v nejméně dvou tuctech verzí, byly používány ve více než 100 leteckých perutí US Army. V červenci 1944 přišel k 475. stíhací skupině Charles Lindbergh, který zde působil jako civilní pozorovatel a konzultant pro návrh dvoumotorové stíhačky amerického námořnictva. Během doby zde strávené přišel na to, jak lépe využít palivo na letounech P-38 Lightning. Poté, co prošel technický manuál přišel na to, že když se zvýší plnicí tlak na 101 kPa a otáčky se sníží na 1600 ot./min., tak se při současném doletu podaří ušetřit 200-400 litrů paliva. Díky tomu P-38 měly větší dolet (ovšem vedle správného ovládání motorů mělo na zvýšení doletu nemenší vliv také použití vnějších odhazovatelných přídavných nádrží, což umožnilo výrazně zvýšit množství neseného paliva). Při jednom z útoků těchto stíhacích letounů byl během operace Vengeance sestřelen letoun Micubiši G4M, ve kterém letěl také japonský admirál Jamamoto, jedna z osob odpovědných za útok na Pearl Harbor. Na poslední verzi P-38L mj. létali i Richard Ira Bong a Thomas B. McGuire, kteří dosáhli nejvyššího počtu sestřelů ze všech amerických stíhačů během II. světové války. Oba se nedožili konce války.
Do současné doby se zachovalo šest letuschopných strojů P-38.

## Vývoj

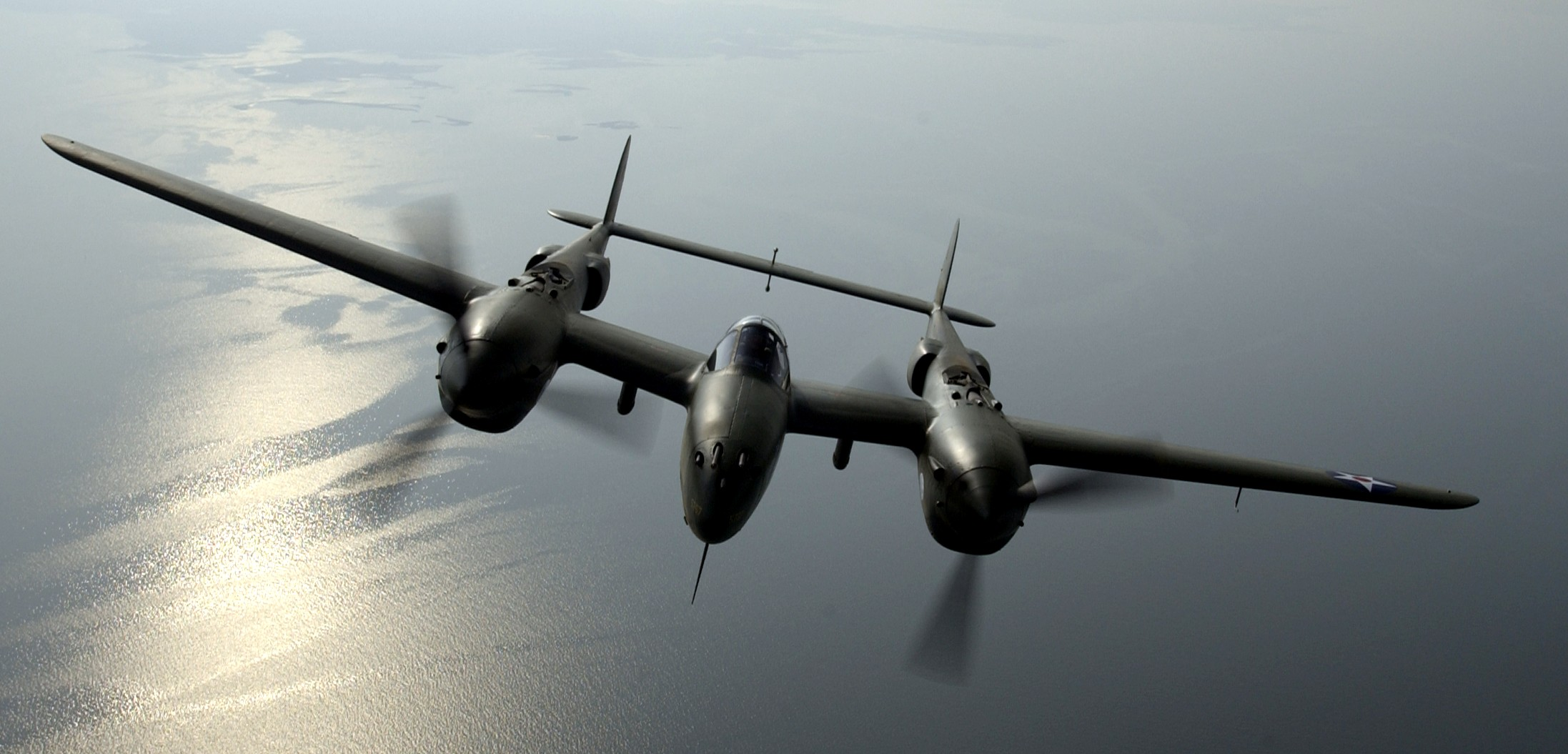
Lockheed P-38 Lightning „Glacier Girl“

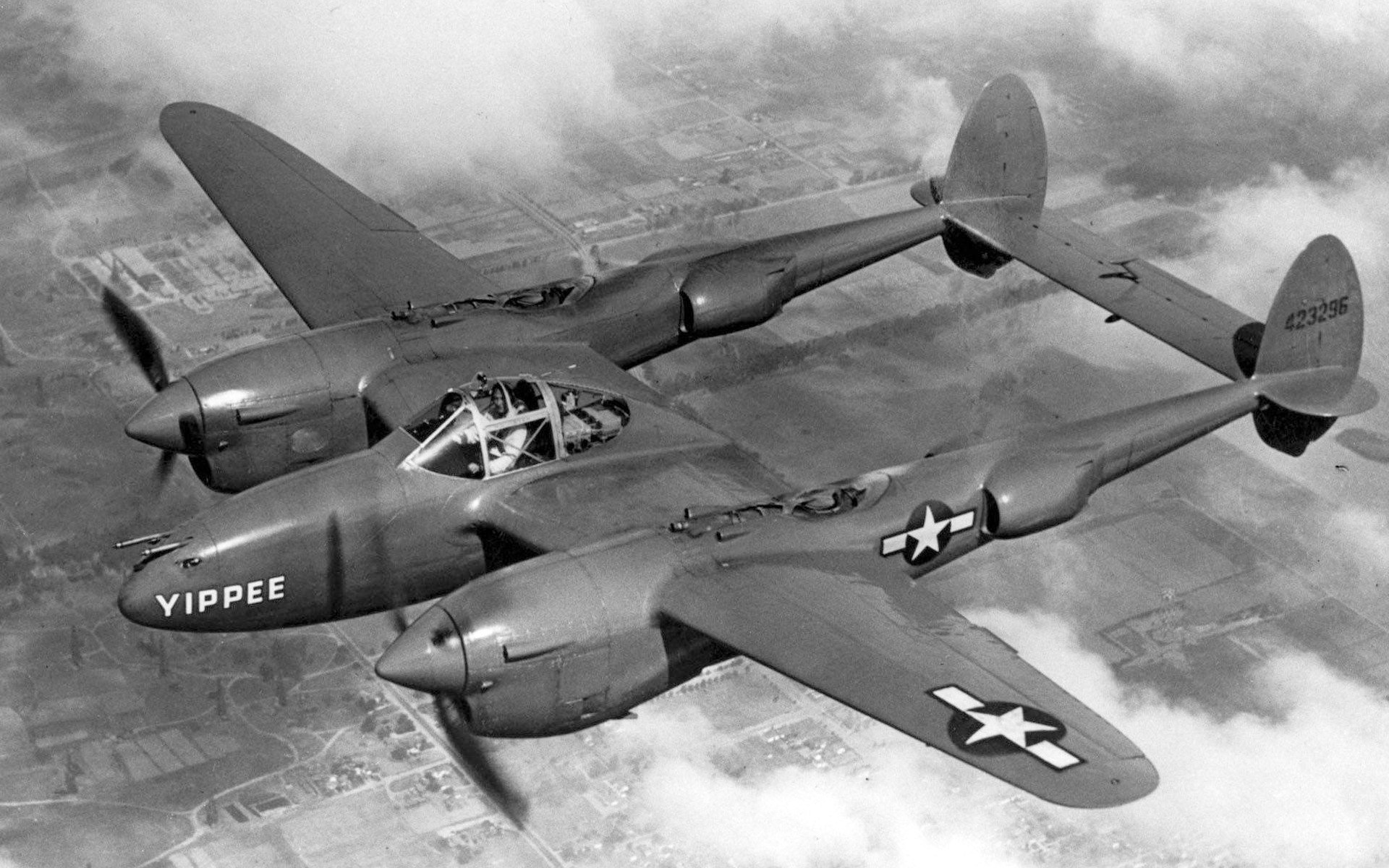
P-38J Lightning „Yippee“

Vývoj letounu vedl Hall L. Hibbard a součástí jeho týmu byl i Clarence „Kelly“ Johnson. Prototyp XP-38 postavila továrna  Lockheed v Burbanku v Kalifornii. První prototyp XP-38 poprvé vzlétl 27. ledna 1939. Už 11. února 1939 pilot armádního letectva Benjamin S. Kelsey podnikl s prototypem XP-38 transkontinentální přelet Spojených států amerických z letiště March Field v Riverside ve státě Kalifornie na letiště Mitchel Field na Long Islandu v New Yorku. Odstartoval ráno v 6:32. Po cestě musel absolvovat dvě mezipřistání k doplnění paliva, první v Amarillu v Texasu a druhé na letišti Wright Field v Daytonu. Tam se pilot setkal s generálem H. H. Arnoldem. K cílovému letišti Kelsey přiletěl ve 4:55, ale při přistání havaroval a XP-38 byl neopravitelně poškozen. Transkontinentální přelet XP-38 stihl za sedm hodin, 45 minut a 36 vteřin, což bylo sice o sedmnáct minut a jedenáct vteřin více, než oficiální rekord Howarda Hughese s letounem Hughes H-1 Racer, Hughes však letěl bez mezipřistání, takže XP-38 byl rychlejší. Prototyp prokázal tak dobré výkony, že navzdory nehodě armádní letectvo objednalo 13 předsériových YP-38.
YP-38 byly vyráběny do března 1941. Tyto stroje poháněla dvojice řadových dvanáctiválcových motorů chlazených kapalinou Allison V-1710-27/29. Hlavňovou výzbroj tvořil kanón Colt-Browning M 9 ráže 37 mm a dva páry kulometů ráže 12,7 a 7,62 mm. Následovalo 30 vyrobených P-38-LO vyzbrojených kanónem Oldsmobile ráže 37 mm a čtyřmi kulomety ráže 12,7 mm, přibylo rovněž pancéřování pilotní kabiny.
V srpnu 1941 započala šestatřiceti kusová dodávka verze P-38D, která již měla i samosvorné palivové nádrže.
Britský zájem o dodávku 667 kusů P-38 se zredukoval na několik strojů Lockheed Lightning Mk.I, které převzaly výzkumné letecké ústavy. Pohonné jednotky Allison V-1710-C15 neměly turbokompresory a dosahovaly nízkého výkonu 802 kW, proto Royal Air Force ztratila o nákup zájem. Asi 130 těchto letounů bylo v USA využito k výcviku jen s kulometovou výzbrojí, nebo byly přestavěny na varianty P-38F-13 a P-38F-15, která již obdržela Fowlerovy klapky pro zlepšení manévrového boje.
Nové radiovybavení a upravenou hydrauliku obdržel typ P-38E, který byl vyzbrojen 20mm kanónem a čtyřmi kulomety v přídi. Část z 250 strojů sloužilo u 12 perutí v Tichomoří, 99 jich bylo upraveno na fotoprůzkumné F-4.
Od prosince 1941 byla dodávána varianta P-38F vyzbrojená kanónem Hispano/Bendix M 1 ráže 20 mm, vyprodukovaná v počtu 527 kusů, kterou následovalo 1028 P-38G. Ze 181 "géček" byla demontovaná hlavňová výzbroj a s kamerami v upravené přídi létaly pod označením F-5A.
601 vyrobených P-38H obdrželo motory Allison V-1710-89/91 s výkonem 1048 až 1177 kW každý, z nichž bylo odvozeno 128 průzkumných F-5C.
Přepracovanými vstupy vzduchu pro chladiče pod motorem a na bocích trupů se vyznačovala verze P-38J, která mohla pod vnitřní částí křídla nést pumy, přídavné nádrže, nebo neřízené rakety M 8 ráže 114,3 mm. Na standard verze J byla přepracovaná i řada starších letounů P-38G a H. Celkem společnost Lockheed vyrobila 2970 kusů P-38J, 25 strojů bylo upraveno na variantu Lockheed P-38J Droop Snoot. Byly zbaveny hlavňové výzbroje a opatřeny prosklenou přídí pro zaměřování značkovacích pum (tzv. pathfinders).
P-38L měl vsazen v náběžné hraně levé poloviny křídla přistávací reflektor, pod vnějšími částmi křídla byly zabudovány závěsy pro 10 raket ráže 127 mm a pohon zajišťovala dvojice motorů Allison V-1710-111/113. Výroba dosáhla počtu 3923 exemplářů, z toho 113 na licenční výrobní lince firmy Consolidated-Vultee v Nashville ve státě Tennessee.
700 letounů verzí P-38J a P-38L bylo přebudováno na fotoprůzkumné F-5E, obdobné byly verze F-5F a F-5G.
Koncem války bylo 75 strojů P-38L upraveno na dvoumístnou noční stíhací variantu P-38M opatřenou radiolokátorem v pouzdru pod přídí. Část z nich byla přidělena nočním stíhacím squadronám č. 418 a 419 amerického armádního letectva a v roce 1945 odeslána na Filipíny, do bojů však již nezasáhly.

## Uživatelé
- Austrálie

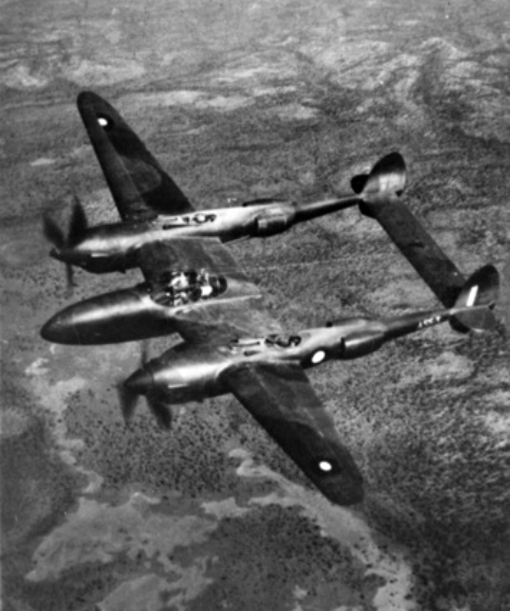
Fotoprůzkumný Lightning Royal Australian Air Force

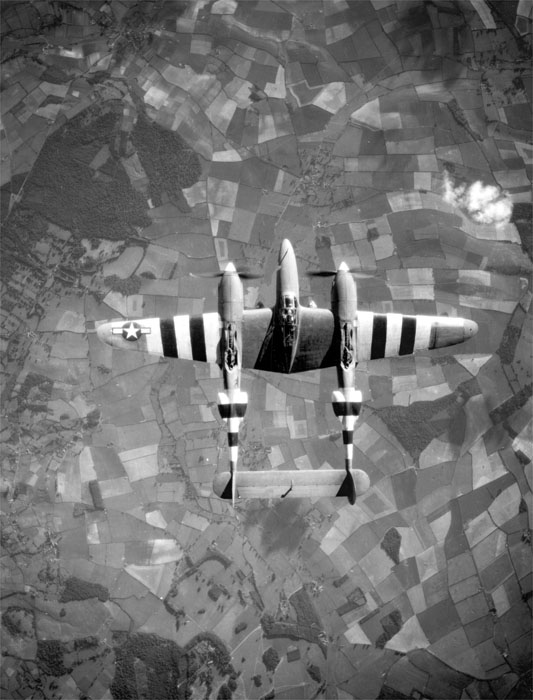
Lockheed F-5 Lightning USAAF označený invazními pruhy při leteckém průzkumu, červen 1944

  - Royal Australian Air Force (5 fotoprůzkumných strojů)
- Čínská republika
  - Letectvo Čínské republiky
- Dominikánská republika
  - Dominikánská armáda (letecká rota)
- Francie
  - Forces aériennes françaises libres (fotoprůzkumné stroje)
  - Armée de l'air (fotoprůzkumné stroje)
- Honduras
  - Honduraské letectvo
- Itálie
  - Regia Aeronautica (ukořistěné exempláře)
  - Aeronautica Cobelligerante
  - Aeronautica Militare
- Německá říše
  - Luftwaffe (ukořistěné exempláře)
- Kolumbie
  - Instituto Geográfico Agustín Codazzi
- Portugalsko
  - Portugalské letectvo (používalo 2 stroje internované na jeho území za války)
- Sovětský svaz
  - Sovětské letectvo
- Spojené království
  - Royal Air Force (jen testy)
- Spojené státy americké
  - United States Army Air Forces
  - United States Air Force
  - United States Navy (jen testy)

## Specifikace (P-38L)

Třípohledový nákres P-38

### Technické údaje
- Osádka: 1 (pilot)
- Rozpětí: 15,85 m
- Délka: 11,53 m
- Výška: 3,00 m
- Nosná plocha: 30,43 m²
- Hmotnost prázdného letounu: 5 797 kg
- Vzletová hmotnost (bez podvěsů): 7938 kg
- Maximální vzletová hmotnost: 9 798 kg
- Pohonná jednotka: 2x kapalinou chlazený dvanáctiválec Allison V-1710-111 a -113
- Výkon pohonné jednotky: 1 600 koní (1 193 kW)
- Geometrická štíhlost křídla: 8,26

### Výkony
- Maximální rychlost: 667 km/h v 7 620 m
- Cestovní rychlost: 443 km/h
- Pádová rychlost: 169 km/h
- Dolet: 1 770 km v boji, 3 640 km předávací
- Dostup: 13 400 m
- Stoupavost: 1 448 m/min
- Plošné zatížení (při max. vzlet. hmotnosti): 322 kg/m²
- Poměr hmotnost/výkon: 4,11 kg/kW

### Výzbroj
- 1 × 20mm kanón M2
- 4 × kulomet M2 Browning ráže 12,7 mm
- 2 × puma o hmotnosti 454 kg nebo 726 kg
- nebo 10 × raketa HVAR ráže 127 mm pod křídly

## Zajímavosti
V průzkumné verzi tohoto letadla létal při své pilotní kariéře spisovatel Antoine de Saint-Exupéry a také v něm byl sestřelen při přeletu Středozemního moře v roce 1944.